# Lycium argentino-cestroides
Lycium argentino-cestroides ist eine Pflanzenart aus der Gattung der Bocksdorne (Lycium) in der Familie der Nachtschattengewächse (Solanaceae).

## Beschreibung
Lycium argentino-cestroides ist ein bis zu 1,5 m hoch werdender Strauch. Seine Laubblätter sind unbehaart, 9 bis 53 mm lang und 4 bis 23 mm breit.
Die Blüten sind zwittrig und meist fünfzählig, selten auch sechszählig. Der Kelch ist röhrenförmig-glockenförmig und behaart. Seine Kelchröhre ist 2,5 bis 3 mm lang und mit 1 bis 2,5 cm langen Kelchzipfeln besetzt. Die Krone ist trichterförmig und violett gefärbt, die Adern sind dunkel purpurn gefärbt. Die Kronröhre erreicht eine Länge von 8,5 bis 11 mm, die Kronlappen werden 3 bis 4,5 mm lang. Die Staubfäden sind an der Basis behaart.
Die Frucht ist eine eiförmige Beere, die etwa 5 mm lang und 3,5 mm breit wird. Je Fruchtknotenfach werden drei bis fünf Samen gebildet.

## Vorkommen
Die Art ist in Südamerika verbreitet und kommt dort in Argentinien in der Provinz Córdoba vor.

## Belege
- J.S. Miller und R.A. Levin: Lycium argentino-cestroides in Project Lycieae (Memento vom 9. Dezember 2007 im Internet Archive)